# Bruno Zanettin
Bruno Zanettin (Malo, 1º marzo 1923 – Padova, 9 ottobre 2013) è stato un geologo, esploratore accademico italiano, ricercatore nel campo della geodinamica.
Fu uno dei membri che presero parte alla spedizione al K2 del 1954.

## Biografia
Zanettin si laureò in Scienze Geologiche presso l'Università degli Studi di Padova, ateneo presso il quale esercitò poi la propria carriera accademica. Nel 1961 divenne docente di petrografia,  mantenendo l'incarico fino al 1998; l'anno seguente fu nominato professore emerito.
Nel 1954 Ardito Desio lo chiamò a far parte della spedizione italiana per la conquista del K2, incaricato di studiare la geologia di un'area molto vasta compresa tra le montagne del gruppo dell'Haramosh (7397 m) e il Nanga Parbat (8125 m).
Membro dell'Accademia dei Lincei, dal 1997 al 2003 ha ricoperto l'incarico di presidente dell'Istituto veneto di scienze, lettere ed arti.
Ha condotto le proprie ricerche nell'ambito della geodinamica, occupandosi in particolare di catene montuose a pieghe e di distensione dei continenti.
Era amico dello scrittore Luigi Meneghello, compaesano di Malo, comparendo difatti in diverse sue opere.